# 17093 Supanklang
17093 Supanklang è un asteroide della fascia principale. Scoperto nel 1999, presenta un'orbita caratterizzata da un semiasse maggiore pari a 2,560128 UA e da un'eccentricità di 0,086856, inclinata di 4,155731° rispetto all'eclittica. Ha un diametro di 4,487 km.